# 楼煩県
楼煩県（ろうはん-けん）は中華人民共和国山西省にかつて存在した県。
戦国時代、趙に設置された楼煩邑を前身とする。当時の邑治は現在の太原市婁煩県に設置されていた。秦朝による中国統一後は楼煩県が設置され、現在の朔州市朔城区に相当する。西晋が僑置され、現在の忻州市原平市に相当する。北斉により廃止された。

## 行政長官
- 県長（楼煩長）
  - 尹賞 (前漢)[1]